# تاتيانا جوديرزو
تاتيانا جوديرزو (بالإيطالية: Tatiana Guderzo)‏ (و. 1984  م) هي دراجة، من إيطاليا، شاركت في الألعاب الأولمبية الصيفية 2012، والألعاب الأولمبية الصيفية 2004، والألعاب الأولمبية الصيفية 2008، وركوب الدراجات في الألعاب الأولمبية الصيفية 2016.

## سباقات أو مراحل فاز بها
| التاريخ        | السباق                                                              | المركز                                           |
| -------------- | ------------------------------------------------------------------- | ------------------------------------------------ |
| 01 يناير 2002  | 2002 UCI Road World Championships – Junior women's time trial       |                                                  |
| 01 يناير 2004  | سباق الدراجات ضد الساعة للسيدات في بطولة إيطاليا 2004               |                                                  |
| 09 يونيو 2004  | 2004 Eko Tour Dookola Polski                                        |                                                  |
| 06 أغسطس 2004  | 2004 European Road Cycling Championships Women U23 ITT              |                                                  |
| 15 أغسطس 2004  | ركوب الدراجات في الألعاب الأولمبية الصيفية 2004 – سيدات سباق الطريق | المرتبة 26 في التصنيف العام                      |
| 02 أكتوبر 2004 | سباق الطريق للسيدات في بطولة العالم 2004                            |                                                  |
| 08 مايو 2005   | Gran Premio Castilla y León 2005                                    |                                                  |
| 26 يونيو 2005  | سباق الدراجات ضد الساعة للسيدات في بطولة إيطاليا 2005               |                                                  |
| 07 يوليو 2005  | 2005 European Road Cycling Championships Women U23 ITT              |                                                  |
| 21 يونيو 2006  | سباق الدراجات ضد الساعة للسيدات في بطولة إيطاليا 2006               |                                                  |
| 09 يوليو 2006  | طواف إيطاليا للسيدات 2006                                           | السابع في التصنيف العام، السابع في تصنيف الجبال  |
| 13 يوليو 2006  | 2006 European Road Cycling Championships Women U23 ITT              |                                                  |
| 15 يوليو 2006  | سباق الطريق لأقل من 23 سنة للسيدات - بطولة أوروبا للدراجات 2006     |                                                  |
| 09 سبتمبر 2006 | 2006 Tour Cycliste Féminin Ardèche Sud Rhône-Alpes                  |                                                  |
| 14 يوليو 2007  | طواف إيطاليا للسيدات 2007                                           | الأول في تصنيف أفضل شاب، الخامس في التصنيف العام |
| 01 يناير 2008  | سباق الدراجات للسيدات                                               |                                                  |
| 15 يونيو 2008  | طواف الباسك للسيدات 2008                                            |                                                  |
| 22 يونيو 2008  | سباق الدراجات ضد الساعة للسيدات في بطولة إيطاليا 2008               |                                                  |
| 26 يونيو 2008  | سباق الطريق للسيدات في بطولة إيطاليا 2008                           |                                                  |
| 20 يونيو 2009  | سباق الدراجات ضد الساعة للسيدات في بطولة إيطاليا 2009               |                                                  |
| 26 سبتمبر 2009 | سباق الطريق للسيدات في بطولة العالم 2009                            |                                                  |
| 27 يونيو 2010  | سباق الدراجات ضد الساعة للسيدات في بطولة إيطاليا 2010               |                                                  |
| 19 يونيو 2011  | 2011 Giro del Trentino-Alto Adige-Südtirol                          |                                                  |
| 23 يونيو 2011  | سباق الطريق للسيدات في بطولة إيطاليا 2011                           |                                                  |
| 26 يونيو 2011  | سباق الدراجات ضد الساعة للسيدات في بطولة إيطاليا 2011               |                                                  |
| 15 مارس 2012   | Grand Prix el Salvador 2012                                         |                                                  |
| 20 مارس 2012   | Vuelta a El Salvador féminine 2012                                  |                                                  |
| 24 يونيو 2012  | سباق الدراجات ضد الساعة للسيدات في بطولة إيطاليا 2012               |                                                  |
| 16 يونيو 2013  | 2013 Giro del Trentino-Alto Adige-Südtirol                          |                                                  |
| 21 يونيو 2013  | سباق الدراجات ضد الساعة للسيدات في بطولة إيطاليا 2013               |                                                  |
| 25 يوليو 2015  | سباق الدراجات ضد الساعة للسيدات في بطولة إيطاليا 2015               |                                                  |
| 22 يونيو 2016  | سباق الدراجات ضد الساعة للسيدات في بطولة إيطاليا 2016               |                                                  |
| 30 سبتمبر 2017 | طواف إيميليا للسيدات 2017                                           | الأول في التصنيف العام                           |
| 18 يونيو 2021  | سباق الطريق ضد الساعة للسيدات في بطولة إيطاليا 2021                 |                                                  |
| 20 يونيو 2021  | سباق الطريق للسيدات في بطولة إيطاليا 2021                           |                                                  |

## جوائز
حصلت على جوائز منها:
- وسام استحقاق الجمهورية الإيطالية.

## روابط خارجية
- تاتيانا جوديرزو على موقع الاتحاد الدولي للدراجات (الإنجليزية)
- تاتيانا جوديرزو على موقع أرشيف الدراجات (الإنجليزية)
- تاتيانا جوديرزو على موقع إحصائيات الدراجات الإحترافية (الإنجليزية)
- تاتيانا جوديرزو على موقع نسبة الدراجات (الإنجليزية)
- تاتيانا جوديرزو على موقع CycleBase (الإنجليزية)
- تاتيانا جوديرزو على موقع CyclingDatabase.com (مؤرشف) (الإنجليزية)
- تاتيانا جوديرزو على موقع اللجنة الأولمبية الدولية (الإنجليزية)
- تاتيانا جوديرزو على موقع أوليمبيديا (الإنجليزية)
- تاتيانا جوديرزو على موقع اللجنة الأولمبية الإيطالية (الإيطالية)